# Microsoft Media Services
MMS è un protocollo a livello applicazione, teorizzato e realizzato dalla Microsoft ed utilizzato per lo streaming audio/video.
Il Microsoft streaming server chiamato Microsoft Media Services (precedentemente chiamato NetShow Services) usa il protocollo (MMS) per trasferire dati in modalità unicast. MMS utilizza il protocollo a livello di trasporto UDP, ma non è raro il suo utilizzo sopra TCP. La porta MMS di default è UDP/TCP 1755. Da ciò si denota che tale protocollo non ha il privilegio di usufruire del parco delle porte ben note, che termina con la porta 1024.
Anche per colpa di tale limitazione, Microsoft rese obsoleto tale protocollo MMS a favore di RTSP (che utilizza la porta ben nota 554) nel 2003, con il rilascio del Windows Media Services 9 Series, ma continuò a supportare MMS a lungo, per permettere la retrocompatibilità. Il supporto al protocollo venne a mancare in Windows Media Player 11 e Windows Media Services 2008.
C'è da notare che Microsoft tuttavia raccomanda di usare "mms://" come un protocollo di scelta. Più precisamente, un client Windows Media Player 11 che apre un file tramite "mms://" proverà prima ad utilizzare RTSP su UDP e se fallisce proverà RTSP su TCP. Prima ancora Windows Media Player dopo aver fallito con RTSP provava MMS su UDP, quindi MMS su TCP. Se MMS fallisce verrà provata una versione modificata di HTTP su TCP.